# B-Band
Das NATO B-Band ist die in NATO-Streitkräften übliche Bezeichnung für das Frequenzband von 250 bis 500 MHz (Äquivalent zur Wellenlänge von 1,2 m bis 0,60 m), die in Zeiten des Kalten Krieges geprägt wurde. Seit 1992 erfolgt die Zuweisung (von Frequenzbereichen), Verteilung (von Funkfrequenzen) und die Frequenzzuteilung nach den Festlegungen des NATO Joint Civil/Military Frequency Agreement.
Jedoch ist die Nutzung der althergebrachten Bezeichnung zur Spezifikation von Frequenzforderungen, wie beispielsweise für Krisen-Alarmplanung, Ausbildung, Elektronische Kampfführung, oder taktische Frequenznutzung, alternativlos erforderlich.
| NATO Band-Bezeichnung | NATO Band-Bezeichnung | NATO Band-Bezeichnung       | NATO Band-Bezeichnung | NATO Band-Bezeichnung | NATO Band-Bezeichnung | Rundfunk Band- Bezeichnung  | Rundfunk Band- Bezeichnung |
| Neue Nomenklatur      | Neue Nomenklatur      |                             | Alte Nomenklatur      | Alte Nomenklatur      |                       | Rundfunk Band- Bezeichnung  | Rundfunk Band- Bezeichnung |
| Band                  | Frequenzen (MHz)      |                             | Band                  | Frequenzen (MHz)      |                       | Rundfunk Band- Bezeichnung  | Rundfunk Band- Bezeichnung |
|                       |                       |                             |                       |                       |                       |                             |                            |
| A                     | 0 – 250               |                             | I                     | 100 – 150             |                       | Band I 47 – 68 MHz (TV)     |                            |
| A                     | 0 – 250               | Band II 87.5 – 108 MHz (FM) | I                     | 100 – 150             |                       |                             |                            |
| B                     | 250 – 500             |                             | G                     | 150 – 225             |                       | Band III 174 – 230 MHz (TV) |                            |
| B                     | 250 – 500             | P                           | 225 – 390             |                       |                       | Band III 174 – 230 MHz (TV) |                            |
| C                     | 500 – 1 000           |                             | L                     | 390 – 1 550           |                       | Band IV 470 – 582 MHz (TV)  |                            |
| C                     | 500 – 1 000           | Band V 582 – 862 MHz (TV)   | L                     | 390 – 1 550           |                       |                             |                            |

Besonderheiten
- Die Frequenzzuteilung für militärische Funkanwendungen in diesem Frequenzband erfolgt unter Berücksichtigung der EMV-Schutzkriterien zivil genutzter Funkanwendungen, wie beispielsweise Rundfunkdienst (TV-Band III) und Flugnavigationsfunkdienst (ILS Gleitwegsender).
- Hauptsächliche militärische Frequenzzuteilungen in diesem Frequenzband erfolgen für Funkanwendungen taktischer Richtfunk und mobiler Flugfunkdienst (OR).
- Das NATO-weit harmonisierte Frequenzband 225 – 400 MHz ist Bestandteil dieses Frequenzbandes, wobei die Koordination der Flugfunkanwendungen für NATO-Europa in Zuständigkeit der NATO Allied Frequency Agency (ARFA) erfolgt.

## Einzelnachweis
- NATO Allied Radio Frequency Agency (ARFA) HANDBOOK – VOLUME I; PART IV – APPENDICES, … G-2, … RADIO SPECTRUM REQUIREMENTS.

1. ↑  NATO-einheitliches zivil/militärisches Frequenzabkommen